# Magia (canción de Gustavo Cerati)
«Magia» es una canción y sencillo del músico de rock argentino Gustavo Cerati, este sencillo se estrenó el 22 de abril de 2010.
El lanzamiento del vídeo oficial fue cancelado en junio de 2010, tras su accidente cerebrovascular ocurrido en Caracas, Venezuela en mayo del mismo año, que lo dejaría en estado de coma hasta su posterior fallecimiento cuatro años después. Este fue el último sencillo de su último álbum Fuerza Natural.
La frase de esta canción: "Tal vez parece que me pierdo en el camino, pero me guía la intuición", actualmente es colocada en los alrededores de un túnel de la Avenida Francisco Beiró, que une los barrios porteños de Agronomía y Villa Devoto. Además, a pedido de los vecinos de estas dos zonas, el paso bajo nivel contiene el nombre de este artista.

## Video musical
El vídeo oficial fue grabado a finales de abril del 2010, pero semanas después, tras el accidente del músico argentino, la producción se detuvo.
Existen imágenes del videoclip y del lugar de filmación ya que fueron subidas en el 2010 a la cuenta oficial de Gustavo Cerati en Facebook.
Un video musical no oficial fue hecho por los fanes y subido a YouTube el 1 de enero de 2014.

## Ficha técnica
- Sterling Campbell - batería.
- Byron Isaacs - bajo.
- Gustavo Cerati - voz, guitarras eléctricas y programación.
- Gonzalo Córdoba - guitarras eléctricas.